# Interessengemeinschaft Geodäsie
Die InteressenGemeinschaft Geodäsie (IGG) ist eine Allianz der Geodäsie-Mitgliedsverbände BDVI, DVW und VDV, die am 8. Oktober 2013 anlässlich der INTERGEO in Essen gegründet wurde. Die Ziele dieser Initiative sind ein gemeinschaftliches Auftreten gegenüber Gesellschaft und Politik sowie koordinierte Nachwuchsaktivitäten im Bereich der Geodäsie. Damit soll die hohe gesellschaftliche und wirtschaftliche Bedeutung geodätischer Expertise von Vermessung über Geoinformation, Wertermittlung bis Landmanagement in den öffentlichen Fokus gerückt werden. Die Fortbildungsplattform Geodäsie-Akademie, die Nachwuchsplattform www.arbeitsplatz-erde.de, die Imagekampagne Die Geodäten: arbeitsplatz-erde.de und die gemeinsame Präsentation auf dem Verbändepark der INTERGEO sind gemeinsame Aktivitäten auf diesem Weg.

## Zweck der IGG
- Nutzung der INTERGEO als gemeinsame Öffentlichkeitsplattform,
- Verstärkung der Aktivitäten zur Nachwuchswerbung und die Verbesserung des gemeinsamen Internetauftritts www.arbeitsplatz-erde.de,
- Realisierung einer gemeinsamen Marketingstrategie für die Dachmarke Geodäsie,
- Durchführung einer Imagekampagne Die Geodäten: arbeitsplatz-erde.de,
- Weiterentwicklung und Schärfung des Profils der Geodäsie im Bereich der Geoinformation,
- Bündelung sowie inhaltliche und organisatorische Abstimmung der Aktivitäten der Verbände zur beruflichen Weiterbildung über die Geodäsie-Akademie,
- Koordinierung der internationalen und europäischen Verbandsaktivitäten.

## Positionen und Stellungnahmen
- Geodätische Expertise für eine Reform der Grundsteuer[4]
- Geodäten sind Impulsgeber für die Digitalisierung[5]
- Abschaffung des technischen Referendariats für den höheren Vermessungsdienst gefährdet das Eigentumssicherungssystem in Deutschland[6]
- Betrieb von unbemannten Fluggeräten (UAV)[7]
- Die Geodäten und die Energiewende[8]
- Geodäten! Vernetzen! Deutschland![9]
- Geodäsie: Eine Karriere. Viele Möglichkeiten.[10]

## Geschichte
Im Dezember 2007 trafen sich VDV-Präsident Wilfried Grunau und der damalige DVW-Präsident Hagen Graeff in Hamburg zu einem ersten vertraulichen Gespräch, um zu beraten, wie innerhalb der Geodäsie intensiver zusammengearbeitet werden könne. Die Gespräche wurden in lockerer Folge fortgesetzt und im Februar 2010 trafen sich dann ganz offiziell die Vertreter von BDVI (Volkmar Teetzmann, Rudolf Wehmeyer, Michael Zurhorst), DVW (Hagen Graeff, Christof Rek, Karl-Friedrich Thöne) und VDV (Wilfried Grunau, Burkhard Kreuter) in Siek (Holstein) und stimmten die künftige Zusammenarbeit in einem 7-Punkte-Programm (Sieker Deklaration) ab. Die Treffen der drei Verbandsspitzen werden seitdem jährlich fortgesetzt. In der Folge wurden dann die Nachwuchsplattform realisiert und verschiedene Positionen zum gemeinsamen Berufsbild sowie der Dachmarke Geodäsie veröffentlicht und die Gründung der Geodäsie-Akademie vereinbart. Anlässlich der INTERGEO 2013 in Essen wurde schließlich die offizielle Vereinbarung zur Bildung der InteressenGemeinschaft Geodäsie (IGG) unterzeichnet.